# Чиампа, Томмасо
Томма́со У́итни (англ. Tommaso Whitney, род. 8 мая 1985, Бостон) — американский рестлер, в настоящее время выступающий в WWE на бренде Raw под именем Томассо Чиа́мпа.
Он бывший двукратный чемпион NXT и однократный командный чемпион NXT (с Джонни Гаргано), став одним из четырех рестлеров (наряду с Эдрианом Невиллом, Джонни Гаргано и Адамом Коулом), завоевавших оба титула. За пределами WWE он наиболее известен работой в Ring of Honor (ROH), где является однократным телевизионным чемпионом мира ROH. Он также выступал в нескольких других независимых организациях, включая Beyond Wrestling (BW), Chaotic Wrestling (CW), Top Rope Promotions (TRP) и Pro Wrestling Guerrilla (PWG).

## Карьера в рестлинге

### Ранняя карьера (2005—2007)
Уитни тренировался у Киллера Ковальски, члена Зала славы WWE, и дебютировал в январе 2005 года. Он преимущественно выступал в независимых промоушенах, расположенных в Массачусетсе, в первую очередь в Chaotic Wrestling и Top Rope Promotions.

### World Wrestling Entertainment (2005—2007)
Он появился на эпизоде SmackDown! от 14 июля 2005 года в качестве Томаса Уитни, ESQ, одного из адвокатов Мухаммеда Хассана. Томмасо зачитал заявление Хассана, после чего был атакован Гробовщиком. В эпизоде Velocity от 17 декабря под именем Демарсо Уитни он был побежден Джейми Ноблом. На эпизоде Heat от 25 августа 2006 года он и Кофи Кингстон провели темный матч против Лэнса Кейда и Тревора Мёрдока.
4 февраля 2007 года было объявлено, что Уитни подписал тренировочный контракт с WWE и был направлен в Ohio Valley Wrestling. Он дебютировал 21 февраля и выступал под именем Томмасо. После травмы он был вынужден отойти от участия на ринге и стал известен как Доктор Томас, специалист по управлению гневом. 27 июня 2007 года Уитни дебютировал в новом образе, начав выступать под маской и именем Продиджи. 9 августа Уитни был уволен из WWE.

### Независимые промоушены (2007—2016)
В конце 2007 года он вернулся на независимую сцену. 29 сентября Томмасо победил Эй Джей Стайлза и Эдди Эдвардса и стал телевизионным чемпионом MWF. В сентябре 2008 года Чиампа дебютировал в World League Wrestling Харли Рэйса. После возвращения в Новую Англию в 2008 году Чиампа участвовал в шоу ECWA Super 8 в 2009 и 2010 годах, а в 2011 году выиграл турнир, победив Адама Коула. 30 августа 2013 года Чиампа дебютировал в Pro Wrestling Guerrilla (PWG), приняв участие в Battle of Los Angeles 2013, проиграв Брайану Кейджу в матче первого раунда.

### Ring of Honor (2011—2015)

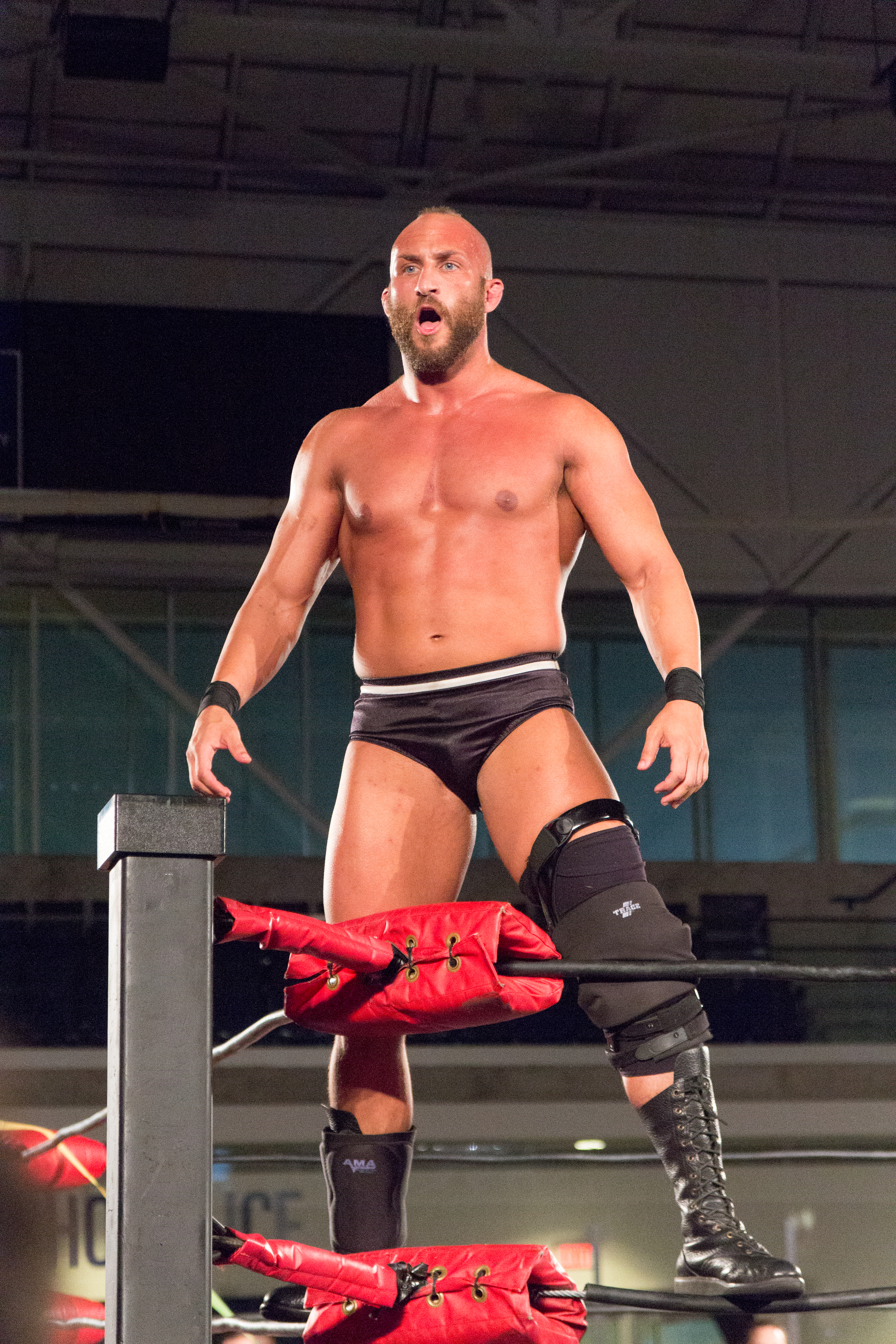
Чиампа на шоу Ring of Honor в 2013 году

### Total Nonstop Action Wrestling (2015)
Чиампа выступил в Total Nonstop Action Wrestling (TNA) 30 сентября 2015 года в эпизоде Impact в матче с участием DJZ и Тревора Ли, победу в котором одержал Ли. Чиампа еще раз выступил за TNA 17 октября 2015 года на Xplosion, победив Крэйззи Стива.

### Возвращение в WWE

#### DIY (2015—2017)
Хотя Чиампа не имел контракта с WWE, 2 сентября 2015 года он был объявлен участником турнира NXT Dusty Rhodes Tag Team Classic. 9 сентября он успешно прошел первый раунд турнира вместе со своим новым партнером Джонни Гаргано, победив также недавно сформированный дуэт Тайлера Бриза и Булла Демпси. В эпизоде NXT от 16 сентября Чиампа и Гаргано проиграли Барону Корбину и Райно, тем самым выбыв из турнира.
2 апреля 2015 года было подтверждено, что Чиампа подписал контракт с WWE. Контракт Чиампы с NXT позволял ему продолжать участвовать в независимых шоу. 23 июня Чиампа принял участие в турнире Cruiserweight Classic, проиграв Джонни Гаргано в матче первого раунда. В следующем месяце Чиампа объявил, что его последнее независимое выступление назначено на сентябрь, поскольку он заключает новый эксклюзивный контракт с NXT. 20 августа на NXT TakeOver: Brooklyn II, Чиампа и Гаргано безуспешно сразились с The Revival (Дэш Уайлдер и Скотт Доусон) за титул командных чемпионов NXT. Чиампа и Гаргано, которых теперь называли #DIY, получили еще один шанс на титул в матче «Две победы из трёх». 19 ноября на NXT TakeOver: Toronto они победили The Revival и стали новыми командными чемпионами NXT. Чиампа и Гаргано проиграли титулы «Авторам боли» на NXT TakeOver: San Antonio.
На NXT TakeOver: Chicago, DIY столкнулись с «Авторам боли» в первом в истории NXT матче с лестницами за звание командных чемпионов NXT, который они проиграли. После матча Чиампа напал на Гаргано. Позже стало известно, что Чиампа получил разрыв передней крестообразной связки в правом колене и будет ожидать операции в Бирмингеме, Алабама. В дальнейшем сообщалось, что операция прошла успешно, а сроки его возвращения были намечены на начало-середину 2018 года.

#### Чемпион NXT (2018—2019)
27 января 2018 года Чиампа вернулся на NXT TakeOver: Philadelphia, напав на Гаргано с костылем в конце шоу. Затем он лишил Гаргано матча за звание чемпиона NXT против Андраде «Сиен» Алмаса, вынудив Гаргано покинуть NXT в соответствии с предматчевым условием. Чиампа вернулся на ринг на NXT TakeOver: New Orleans, проиграв Гаргано в несанкционированном матче, в результате чего Гаргано был восстановлен в NXT. Их вражда продолжалась на протяжении последующих недель, в течение которых они нападали друг на друга и вмешивались в матчи друг друга, что привело к чикагской уличной драке на NXT TakeOver: Chicago II, которую выиграл Чиампа.
25 июля Чиампа победил Алистера Блэка и завоевал титул чемпиона NXT после того, как Гаргано вмешался и случайно ударил Блэка чемпионским поясом.
Чиампа дебютировал на Raw 18 февраля 2019 года вместе с тремя другими звездами NXT Джонни Гаргано, Алейстером Блэком и Рикошетом. В своем дебютном матче на Raw он и Гаргано победили бывших своих соперников — The Revival. На следующий вечер на SmackDown Live Чиампа и Гаргано победили The Bar (Сезаро и Шимус). 6 марта Дэйв Мельтцер сообщил, что Чампе придется перенести операцию на шее, а также он будет вынужден отказаться от титула чемпиона NXT. WWE позже подтвердила эту информацию, сказав, что ему будет проведена передняя шейная пластика.
Чиампа отказался от титула чемпиона NXT из-за травмы на выпуске NXT от 20 марта 2019 года, завершив свое чемпионство из 237 дней. 5 апреля он неожиданно появился на NXT TakeOver: New York после того, как Гаргано победил Адама Коула и выиграл титул чемпиона NXT, обнял Гаргано, чтобы отпраздновать его победу.

#### Возвращение после травмы (2019—н.в.)
На эпизоде NXT от 2 октября Чиампа вернулся после травмы и сразился с Адамом Коулом. После того, как Чиампа спас Мэтта Риддла и Кита Ли от избиения «Неоспоримой Эрой», был назначен матч WarGames между командой Чиампы и «Неоспоримой Эрой». На NXT TakeOver: WarGames 23 ноября команда Чиампы (Чиампа, Ли, Доминик Диякович и Кевин Оуэнс) победила «Неоспоримую Эру». Это привело к матчу между Чиампой и Коулом на NXT TakeOver: Portland 16 февраля 2020 года за титул чемпиона NXT, который Коул выиграл после того, как Гаргано помешал Чампе, тем самым возобновив их вражду. 8 апреля на выпуске NXT это вылилось в матч No Holds Barred между Чиампой и Гаргано, который Гаргано выиграл после вмешательства Кэндис ЛеРей.
Затем Чиампа вступил во вражду с Каррионом Кроссом, который напал на него за кулисами во время интервью. На TakeOver: In Your House, Чиампа был быстро побежден Кроссом. 26 августа после короткого перерыва Чиампа вернулся на NXT, где он победил Джейка Атласа.

## Личная жизнь
В сентябре 2013 года Уитни женился на коллеге-рестлере Джесси Уорд, которую познакомил их общий друг Самоа Джо. У них есть одна дочь.
Уитни работал на полставки менеджером фитнес-студии до марта 2014 года, когда он ушел, чтобы сосредоточиться на карьере рестлера. Он планирует стать продюсером или тренером, когда уйдет из рестлинга.

## Титулы и достижения
- CBS Sports
  - Вражда года (2018) пр. Джонни Гаргано[22]
- Chaotic Wrestling
  - Чемпион Chaotic Wrestling в тяжёлом весе (1 раз)[1]
  - Чемпион Новой Англии Chaotic Wrestling (1 раз)[1]
- East Coast Wrestling Association
  - Турнир Super 8 (2011)
- Millennium Wrestling Federation
  - Телевизионный чемпион MWF (1 раз)[6]
- Pro Wrestling Illustrated
  - Вражда года (2018) пр. Джонни Гаргано[22]
  - № 13 в топ 500 рестлеров в рейтинге PWI 500 в 2019 году[23]
- Ring of Honor
  - Телевизионный чемпион мира ROH (1 раз)[24]
  - Турнир March Mayhem (2012)[25]
- Sports Illustrated
  - № 9 из 10 лучших рестлеров 2018 года[26]
- UPW Pro Wrestling
  - Чемпион UPW в тяжёлом весе (1 раз)[27]
- Wrestling Observer Newsletter
  - Вражда года (2018) пр. Джонни Гаргано[28]
- WWE
  - Чемпион NXT (2 раза)[29]
  - Командный чемпион NXT (1 раз) — с Джонни Гаргано[30]
  - Командный чемпион WWE (1 раз) — с Джонни Гаргано[30]
- Xtreme Wrestling Alliance
  - Чемпион XWA в тяжёлом весе (1 раз)[31]